# Lara Croft Tomb Raider: The Cradle of Life
Lara Croft Tomb Raider: The Cradle of Life is een Amerikaanse speelfilm uit 2003 onder regie van Jan de Bont. De productie werd genomineerd voor een Saturn Award, maar hoofdrolspeelster Angelina Jolie werd daarentegen genomineerd voor de Golden Raspberry Award voor slechtste actrice.

## Verhaal
Lara Croft vindt tijdens een expeditie onder water een lichtgevende bol, die een kaart blijkt te zijn naar de vindplaats van de Doos van Pandora. Dit blijkt niet alleen een voorwerp uit mythologische verhalen te zijn, maar ook een echt bestaande kist die de kiem bevat voor een plaag erger dan de mensheid ooit meemaakte. Croft moet deze eerder zien te vinden dan de kwaadaardige wetenschapper Jonathan Reiss (Ciarán Hinds). Hij kan voor elke ziekte op aarde een werkend medicijn ontwikkelen, maar doet dit alleen selectief naar eigen smaak. Hij wil de plaag uit de Doos van Pandora loslaten op aarde en vervolgens alleen een door hem geselecteerde elite de medicatie geven waarmee ze kan overleven.
Om erachter te komen waar de Doos van Pandora zich bevindt, moet Croft eerst zien te ontcijferen welke plaats er bedoeld wordt met The Cradle of Life ('de wieg des levens'). Ze roept daarvoor de hulp in van medeschatgraver Terry Sheridan (Gerard Butler), die ze hiervoor uit een zwaarbewaakte gevangenis in Kazachstan moet halen. Zij waren ooit geliefden en wat betreft vaardigheden doet Sheridan amper tot niet voor Croft onder, maar in hoeverre ze hem nu kan vertrouwen, weet ze niet.
De film is opgenomen op het Griekse eiland Santorini.

## Rolverdeling
- Angelina Jolie - Lara Croft
- Gerard Butler - Terry Sheridan
- Ciarán Hinds - Jonathan Reiss
- Chris Barrie - Hillary
- Noah Taylor - Bryce
- Djimon Hounsou - Kosa
- Til Schweiger - Sean
- Simon Yam - Chen Lo
- Terence Yin - Xien
- Daniel Caltagirone - Nicholas Petraki
- Fabiano Martell - Jimmy Petraki
- Jonathan Coyne - Gus Petraki